# Гоше, Пьер
Пьер Гоше́ (фр. Pierre Gaucher), также известный как «вождь ирокезов» Большой Пьер (фр. Grand Pierre, 1778 — после 1840) — ирокезский траппер, внук французского первопроходца и исследователя Пьера Готье де ла Верандри, поспособствовавший заселению европейцами и христианизации территории современного штата Монтана.

## Биография
Пьер Гоше был в составе группы 24 ирокезов под руководством Игнаса Ла Мусса, переселившихся около 1816 года из окрестностей Монреаля в долину реки Биттеррут (современный штат Монтана), к проживающим там индейцам племени флатхедов. Впоследствии, в период между 1827 и 1833 годами Пьер с несколькими ирокезами обосновались на территории современного канадского города Джаспер, Альберта в виду связей с местными индейцами группы кри асиниуачи (англ. Asini Wachi). Тем временем в долине реки Биттеррут, ирокезы, будучи католиками, убедили флатхедов в необходимости привлечения христианских миссионеров в долину. Первые три экспедиции в Сент-Луис в 1831, 1835 и 1837 годах оказались безуспешными, а в последней из них группа флатхедов, включавшая Игнаса Ла Мусса, была перебита индейцами сиу. Четвёртая экспедиция, возглавленная Пьером Гоше и Игнасом Младшим в 1839 году смогла достичь успеха — в районе современного города Каунсил-Блафс, Айова они повстречались с группой иезуитов, возглавляемых Пьером-Жаном Де Сметом, известным миссионером и первопроходцем и далее вместе направились в Сент-Луис. После получения разрешения на организацию миссии, впоследствии ставшей первым постоянным европейским поселением на Северо-Западе США и известной как миссия Святой Марии, Де Смет и Игнас Младший остались в Сент-Луисе в ожидании весны, а Пьер Гоше самостоятельно отправился в долину Биттеррут, чтобы оповестить флатхедов об успехе, а также договориться с вождём шайеннов о безопасном проходе для последующих за ним Игнаса Младшего и миссионеров. Гоше удалось преодолеть более 1600 миль (более 2500 км) пути от Сент-Луиса до реки Биттеррут к апрелю 1840 года.
У Пьера Гоше было как минимум двое детей — Пьер-Жан, родившийся в 1827 году в период пребывания Пьера в долине Биттеррут и Лизетта (Коллетта), родившаяся уже в Джаспере, в 1833 году.